# Hadronyche kaputarensis
Espèce
Hadronyche kaputarensis est une espèce d'araignées mygalomorphes de la famille des Atracidae.

## Distribution
Cette espèce est endémique de Nouvelle-Galles du Sud en Australie. Elle se rencontre sur le mont Kaputar.

## Description
La carapace du mâle holotype mesure 9,72 mm de long sur 8,97 mm et l'abdomen 10,40 mm de long sur 7,96 mm.

## Étymologie
Son nom d'espèce, composé de kaputar et du suffixe latin -ensis, « qui vit dans, qui habite », lui a été donné en référence au lieu de sa découverte, le mont Kaputar.

## Publication originale
- Gray, 2010 : A revision of the Australian funnel-web spiders (Hexathelidae: Atracinae). Records of the Australian Museum, vol. 62, p. 285-392 (texte intégral).